# 光崎圭
光崎 圭（こうさき けい、12月7日 - ）は、日本の漫画家。女性。東京都葛飾区出身。

## 来歴
1977年、白泉社の第2回アテナ大賞で『杏奴麿利』が第2席に入選。『殺人円舞曲』（『花とゆめ』1978年1月5日号）でデビューした。当初は少女漫画誌に作品を発表していたが、1985年頃からレディースコミック誌に活動の場を移す。

## 単行本リスト
- ちょっと気分はアメリカン（秋田書店、ボニータコミックス、1983年）
- ラスベガス・ビーナス（秋田書店、ボニータコミックス、1983年）
- ナイト気分で囁いて（秋田書店、ボニータコミックス、1983年）
- エンジェル・ハンティング（秋田書店、ボニータコミックス、1984年）
- 黄昏にダンシング（秋田書店、ボニータコミックス、1984年）
- 鎮魂曲には赤い薔薇（秋田レディースコミックス、1985年）
- 2月は雨に濡れて（秋田レディースコミックス、1986年）
- トワイライトの吐息（秋田レディースコミックス、1986年）
- アペリティフにdeep kiss（秋田レディースコミックス、1987年）
- あなたは夜の蝶（スコラレディースコミックス、1992年）
- 夢の中のスーキ（原作：シャーロット・ラム、ハーレクインコミックス、1999年）
- 宅急便の女（原作：夏樹静子、エメラルドコミックス、2000年）
- 囚われの花（原作：ジャクリーン・ネイヴン、ハーレクインコミックス、2003年）全2巻
- 血まみれの騎士（原作：ジャクリーン・ネイヴン、ハーレクインコミックス、2003年）全2巻
- ささやかな背徳（原作：ジャクリーン・ネイヴン、ハーレクインコミックス、2004年）全2巻
- 裏切りの指輪（原作：ミシェル・リード、ハーレクインコミックス、2004年）
- プレイボーイの誤算（原作：ビージェイ・ジェイムズ、ハーレクインコミックス、2005年）
- 箱入り奥様（あおばコミックス、2005年）
- ダンナ様にはナイショ（箱入り奥様①～④）（ダイトコミックス他、2010～2014年）全4巻
- 囚われの結婚（原作：ヘレン・ビアンチン、ハーレクインコミックス、2005年）
- ジプシー・スマイル（原作：アン・スチュアート、ハーレクインコミックス、2005年）
- 野の花に寄せて（原作：スーザン・フォックス、ハーレクインコミックス、2006年）
- 花ざかりの街（原作：ルーシー・ゴードン、ハーレクインコミックス、2006年）
- 孤独な救世主（ロマンスコミックス、2009年）
- 冷たい億万長者（原作：マギー・シェイン、ハーレクインコミックス、2011年）